# Boralde de Poujade
La Boralde de Poujade, ou  Boralde de Condom-d'Aubrac, est une  rivière du sud-ouest de la France, sous-affluent de la Garonne par la Boralde Flaujaguèse et le Lot.

## Géographie
De 17,2 km de longueur, la Boralde de Poujade prend sa source dans le département de l'Aveyron commune de Condom-d'Aubrac et se jette dans la Boralde Flaujaguèse en rive gauche sur la commune de Saint-Chély-d'Aubrac sous le nom de Boralde de Condom.

## Départements et communes traversées
- Aveyron : Condom-d'Aubrac, Saint-Chély-d'Aubrac.

## Principaux affluents
- Ruisseau du Serre : 2,1 km